# Dervilla Donnelly
Dervilla Maura Xavier Donnelly (Dublín, 1930-14 de noviembre de 2024), conocida como Dervilla Donnelly, fue una química irlandesa que fungió como profesora de fitoquímica en el University College de Dublín. Fue la primera mujer en recibir la Medalla Cunningham de la Real Academia Irlandesa y fue reconocida por WITS (Mujeres en Tecnología y Ciencia) con su premio inaugural a la trayectoria.

## Primeros años y educación
Dervilla Maura Xavier Donnelly nació en Dublín en 1930. Estudió química en el University College de Dublín como estudiante de pregrado y luego completó su doctorado allí bajo la supervisión de TS Wheeler. Realizó estudios postdoctorales en la UCLA.

## Carrera académica
Donnelly fue nombrada profesora de química en la UCD en 1956, donde se especializó en fitoquímica. Fue nombrada Profesora de Fitoquímica en 1979. Su investigación en el área de la química de la madera fue de particular interés para la industria forestal en Irlanda y pudo aplicar sus hallazgos a una serie de problemas complejos en la silvicultura irlandesa. También desarrolló colaboraciones internacionales con investigadores de Francia. Durante su carrera académica supervisó a más de ochenta estudiantes de doctorado.

## Nombramientos
Donnelly fue elegida miembro de la Real Academia Irlandesa en 1968 y sirvió tres veces como vicepresidenta de la academia. Fue presidenta del Instituto de Química de Irlanda de 1994 a 1996.
En diciembre de 1989, fue elegida la primera mujer presidenta de la Royal Dublin Society, cargo que ocupó durante tres años. Fue la primera mujer elegida para el cargo después de 258 años de presidentes hombres. Había estado involucrada en el RDS desde la década de 1960, fue elegida para el comité científico en 1976 y para el consejo en 1985. Sucedió a Francis O'Reilly como presidente, quien también la nominó como su sucesora.
En 1995, fue nombrada presidenta del consejo del Instituto de Estudios Avanzados de Dublín por Niamh Bhreathneach, quien en ese momento era Ministra de Educación. Mantuvo este cargo durante 15 años hasta 2010.

## Vida posterior y muerte
En 2012, Donnelly fue una de las cinco "mujeres inspiradoras" entrevistadas para un vídeo realizado por WITS. Inspiring Women Interviews se lanzó el Día Internacional de la Mujer en la oficina del Parlamento Europeo en Dublín. Su objetivo es alentar a las niñas de 15 años o más a considerar carreras en STEM.
Donnelly fue incluida en la lista de las 100 mujeres más destacadas en ciencia, tecnología, ingeniería y matemáticas de Silicon Republic como parte de su campaña Women Invent Tomorrow en marzo de 2014.
Donnelly murió en el Hospital St. James el 14 de noviembre de 2024, a los 94 años de edad.

## Premios
Recibió la medalla del Día de la Carta de la UCD en diciembre de 2000, por su contribución al país y a la universidad. Ese mismo año, recibió la medalla de oro Boyle-Higgins del Instituto de Química de Irlanda, otorgada por "una contribución investigadora destacada y reconocida internacionalmente al avance de la química".
El premio inaugural a la trayectoria de Mujeres en Ciencia y Tecnología (WITS) fue entregado a la profesora Donnelly en junio de 2011.
En 2017, se convirtió en la primera mujer en recibir el máximo honor de la Real Academia Irlandesa, la Medalla Cunningham, que reconoce "contribuciones destacadas a la erudición y los objetivos de la Academia".